# Ва (город)
Ва (англ. Wa) — город на северо-западе Ганы. Административный центр Верхней Западной области. В городе находится небольшой аэропорт.